# Dollar Down, Dollar a Week
Pour plus de détails, voir Fiche technique et Distribution.
Dollar Down, Dollar a Week est un film muet américain réalisé par Colin Campbell et sorti en 1913.

## Fiche technique
- Réalisation : Colin Campbell
- Scénario : Colin Campbell
- Date de sortie : États-Unis : 23 avril 1913

## Distribution
- Tom Santschi
- Wheeler Oakman
- Eugenie Besserer
- Frank Clark